# AEGEE
AEGEE (en francés: Association des États Généraux des Étudiants de l'Europe, en español Estados Generales de Estudiantes de Europa), también llamada Foro de Estudiantes Europeos, es una de las organizaciones interdisciplinarias de estudiantes más grandes de Europa. Su nombre se deriva, por una parte, del mar Egeo, uno de los lugares de nacimiento de la democracia moderna, y, por otra parte, del primer parlamento establecido al principio de la Revolución francesa, los Estados Generales (États Généraux en francés), el primer parlamento de la época moderna.

## Descripción
La organización se estableció en el año 1985 y cuenta con unos 13 000 miembros en 165 ciudades universitarias de 40 países europeos [cita requerida] (datos siempre en aumento).
AEGEE es una organización sin afiliación política, aconfesional y sin ánimo de lucro, en la que se promueve el espíritu europeo y se fomenta la imagen de una Europa unida, abierta y sin fronteras a través de proyectos, viajes, grupos de trabajo, intercambios culturales y actividades en las que colaboran universitarios de toda Europa. 
Se caracteriza por no tener estructuras nacionales, operando únicamente a dos niveles: el local y el nivel europeo.
Así, por ejemplo actualmente existe AEGEE en Alicante, Barcelona, Bilbao, Burgos, Castelló Archivado el 29 de marzo de 2018 en Wayback Machine., La Coruña, Las Palmas, León, Madrid, Oviedo, Santander, Tarragona, Tenerife, Valencia, Valladolid, Palma de Mallorca, Málaga, Vigo y Zaragoza [cita requerida] pero no existe AEGEE-España, ya que no existe el nivel nacional dentro de AEGEE, pues uno de los ideales de la asociación es el de una Europa sin fronteras.
Una de las propuestas más populares de AEGEE es la organización de Summer Universities (llamadas SU por sus siglas en inglés), universidades de verano, organizadas por y para estudiantes y en las que se compaginan actividades académicas con eventos de ocio.

## Historia
AEGEE fue fundada en 1985 en París bajo el nombre EGEE (Etats Généraux des Etudiants de l´Europe). Por aquel entonces, la Comunidad Económica Europea estaba creciendo, y un grupo de estudiantes, pensaron, que había que crear una plataforma a través de la cual los jóvenes pudieran transmitir a las instituciones europeas y nacionales sus ideas y propuestas sobre Europa.
AEGEE supo estimular a muchos estudiantes para establecer sedes o antenas en sus ciudades, y un año después, el grupo de estudiantes ya eran una asociación europea, con sedes en 6 ciudades, entre ellas Madrid, junto a Leiden, Londres, Milán y Múnich.
La asociación creció rápidamente por todo el continente, gracias también al apoyo de políticos y medios de comunicación. En 1987, AEGEE, junto a François Mitterrand, supuso un impulso muy importante al programa Sócrates Erasmus. En 1988 el nombre pasó a ser AEGEE. Desde 1990, AEGEE apoya también la integración de los países del Centro y Este Europeo.
En 1995 se estableció la sede central en Bruselas, donde los 9 miembros del Comité Directeur (la Junta Directiva de AEGEE-Europa) viven y trabajan en multitud de proyectos de AEGEE. Ankara y otras ciudades turcas se unen a la red. [cita requerida]
En 1996 más de 1000 estudiantes están activamente envueltos en las series de conferecias "Find Your Way..." explicando los que hacen los estudiantes en la emergente sociedad civil de las Europas Central y del Este.
En 1998 AEGEE organiza su primera visita a Chipre; AEGEE-Magusa (Famagusta) se unirá a la asociación en el 2001.
En abril de 1999 se funda la AEGEE-Academy en el Ágora de Barcelona, como respuesta a los preparativos para la European School en Gießen.
En el 2000, Education for Democracy, el nuevo programa escolar que conecta a los estudiantes del conflictivo Kosovo para estudiar en universidades extranjeras. Durante el otoño, los miembros de AEGEE-Belgrado al frente de la asamblea pública que aprende de la derrota de Slobodan Milošević.
En los años 2001-2002 AEGEE organiza proyectos mayores dirigidos a la paz y estabilidad en el sureste de Europa y en la región mediterránea.
En 2002 comienza AEGEE Televisión.
En 2003 se organiza el primer viaje de estudios al Cáucaso. AEGEE-Europa organiza la primera conferencia internacional de estudiantes en Chipre.

### 2004
AEGEE inicia un diálogo con los nuevos vecinos de la UE ampliada en su proyecto Europa & UE, llevado a cabo por el Grupo de Trabajo de Política Internacional
- AEGEE abre su primera sucursal local en Georgia, en Tbilisi.
- Anan Jahangirl, gana el premio Joven Europeo del Año, otorgado por la Fundación Heinz-Schwarzkopf por su compromiso de acercar el proceso de integración europea a los jóvenes de Azerbaiyán.

### 2005
AEGEE celebra su 20.º aniversario en Praga y publica una edición especial de su "Clave para Europa".
- AEGEE es una de las ONG fundadoras y se convierte en organización miembro de Lifelong Learning Platform (LLLP).
- Olivier Genking, recibe el Miembro Honorario de AEGEE-Europa por su participación en el proyecto UE & Europa, su papel en el establecimiento de muchos nuevos locales, la creación de nuevos proyectos y el apoyo constante a la Red.

### 2006
AEGEE inicia una campaña para incluir la Iniciativa Ciudadana Europea (ICE) en el Tratado de Lisboa y lleva a cabo varias Misiones de Observación Electoral como parte de su proyecto emblemático ¡Toma el control! – caminos hacia la democracia en Europa
- AEGEE lanza su proyecto Globalización Juvenil, acercando a los jóvenes a los marcos globales de la juventud y la cooperación y el desarrollo.
- AEGEE lanza su proyecto The BRIDGE- Connecting Mobility and Disability, que aborda el problema de movilidad de los jóvenes discapacitados.
- AEGEE lanza su proyecto Take Control, organizando una serie de eventos de formación, conferencias, campañas políticas, actividades educativas y de medios, todos destinados a aumentar la implicación y el compromiso de los jóvenes en el proceso político (europeo).
- Burcu Bercemen, recibió el premio Joven Europeo del Año, otorgado por la Fundación Heinz-Schwarzkopf por su compromiso en el Diálogo Cívico Turco-Griego de AEGEE.
- Gunnar Erth, recibe el título de Miembro de Honor de AEGEE-Europa, por su contribución al desarrollo de las publicaciones anuales de AEGEE.

### 2007
AEGEE organizó la simulación Modelo de la Unión Europea en las instalaciones del Parlamento Europeo en Estrasburgo.
- AEGEE preside la presidencia de IFISO y organiza una reunión de partes interesadas con la Comisión Europea. Nace la Leadership Summerschool (LSS).
- AEGEE desempeña un papel fundamental en la ampliación del programa Erasmus a Turquía, gracias al trabajo de 7 generaciones diferentes en AEGEE-Ankara.

### 2008
AEGEE lanza Y Vote 2009 – European Youth Choice para fomentar el voto entre los jóvenes.
- El proyecto Sustaining our Future se convierte en el ganador nacional del Premio Europeo Carlomagno de la Juventud para los Países Bajos.
- AEGEE lanza su proyecto YOUrope Needs YOU!!!, que permite a estudiantes de secundaria de todo el continente participar activamente en Europa.
- Tamuna Kekenadze, recibe el premio Joven Europeo del Año, otorgado por la Fundación Heinz-Schwarzkopf.

### 2009
AEGEE gana el primer puesto en el Premio Europeo Carlomagno de la Juventud por su proyecto YOUrope Needs YOU!!!
- Y Vote 2009 se convierte en el ganador nacional del Premio Europeo Carlomagno de la Juventud para Grecia.
- AEGEE presenta las Ferias de Estudio y Carrera durante el Ágora de Asambleas Generales.
- Silvia Baita, recibe la Membresía de Honor de AEGEE-Europa, por ser un claro ejemplo de liderazgo femenino durante muchos años.
- Kamala Schutze, recibe la Membresía Honoraria de AEGEE-Europa, por su dedicación a largo plazo al proyecto de Universidad de Verano de AEGEE.
- AEGEE adopta Más allá de Europa: Perspectivas para el mundo de mañana como proyecto emblemático para 2009-2011, con viajes de estudio de casos a India y Sudáfrica y un enfoque en el papel de Europa en los desafíos globales, con especial atención a los Objetivos de Desarrollo del Milenio.

### 2010
AEGEE organiza la Conferencia de las Naciones Unidas sobre los Objetivos de Desarrollo del Milenio en el marco del proyecto Más allá de Europa, perspectivas para el mundo de mañana (Beyond Europe Perspectives for Tomorrow's World.).
- AEGEE se convierte en organización asociada de BEST (Junta de Estudiantes Europeos de Tecnología).[3]
- AEGEE lanza el proyecto ¿Dónde termina Europa?
- AEGEE lanza su Proyecto Desempleo Juvenil.
- AEGEE se implica en el proceso de Diálogo Estructurado sobre Juventud de la Unión Europea.

### 2011
AEGEE inicia el Proyecto de Asociación Oriental para dar voz a los jóvenes y fortalecer la sociedad civil en los países vecinos.
- Se lanza AEGEEan[13], la revista en línea de AEGEE-Europa.
- AEGEE es una de las organizaciones fundadoras de la Alianza para el Año Europeo del Voluntariado 2011.
- AEGEE lanza junto con YEU (Youth for Exchange and Understanding) el proyecto New Media Summer School (NMSS) que conecta a los jóvenes con la conferencia EuroDIG y el tema de la Gobernanza de Internet.
- AEGEE redefine el concepto de reunión de consejos europeos en una conferencia temática.

### 2012
AEGEE lanza su proyecto Europe on Track, enviando embajadores en tren por toda Europa para recabar la opinión de la juventud europea sobre el futuro que quieren para el continente.
- AEGEE lanza su proyecto Health 4 Youth con el objetivo de proporcionar información sobre salud a los estudiantes para permitirles tomar decisiones informadas sobre su estilo de vida.
- AEGEE lanza su proyecto Europa en Intercambio con el objetivo de mejorar las posibilidades de movilidad de la juventud europea.
- AEGEE lanza su proyecto euroárabe, creando puentes entre jóvenes de Europa y los países árabes.
- AEGEE y YEU (Youth for Exchange and Understanding) lanzan el proyecto COY (Certificación de Competencias de Trabajadores Juveniles), financiado por la Comisión Europea.
- AEGEE contribuye a la Conferencia de las Naciones Unidas sobre Desarrollo Sostenible con una delegación encabezada por Andrea Carafa, creando una aportación al Documento de Compilación Río+20[4] y abogando por el establecimiento de los Objetivos de Desarrollo Sostenible y una mayor cooperación con la sociedad civil juvenil. organizaciones más allá de Río+20.[5][6]
- AEGEE lleva a cabo una gran campaña de incidencia con otras ONG juveniles y el Foro Europeo de la Juventud para el nuevo programa de Educación, Juventud y Deporte de la Comisión Europea (Erasmus+)
- AEGEE es elegida para la junta directiva del Foro Europeo de la Juventud (YFJ).
- Burcu Bercemen, recibe la Membresía de Honor de AEGEE-Europa por su devoción a la Red AEGEE y su extraordinario desempeño con el proyecto de Diálogo Cívico Turco-Griego

### 2013
- AEGEE presenta una nueva Identidad Visual con el logo actual.
- AEGEE gana el primero puesto en el Premio Europeo Carlomagno de la Juventud por su proyecto Europe on Track
- AEGEE se convierte en organización acreditada ante el Programa de las Naciones Unidas para el Medio Ambiente[7]
- AEGEE lanza el proyecto EurStory que se ocupa del análisis de los libros de texto de historia en Europa
- AEGEE lanza la campaña Y Vote 2014' animando a los estudiantes a ir a votar en las Elecciones al Parlamento Europeo de 2014

### 2018
Entre el 8 y el 12 de marzo de 2018, AEGEE Ereván acogió la "Reunión Europea de Planificación" (EPM). EPM Ereván 2018 fue el mayor evento juvenil europeo jamás organizado en Armenia. También fue la primera vez que se celebró una reunión de la AEGEE en el Cáucaso Meridional Los temas incluyeron la cooperación entre Armenia y la UE, las relaciones de la UE con los miembros de la Asociación Oriental, viajes sin visa dentro del Área Schengen y la participación de los jóvenes en el Programa Erasmus. El lema de EPM Ereván 2018 fue una Europa sin fronteras.

## Organización
Las antenas cuentan con el apoyo de la Network Commission (Comisión de la Red), un grupo de miembros experimentados elegidos por el Ágora para ayudar a la red a crecer y desarrollarse. Proporcionan asesoramiento, formación y ayuda práctica, especialmente en materia de recursos humanos locales y organización de eventos. Cada Comisionado de Red tiene responsabilidad sobre una serie de locales a través de varias fronteras nacionales, que pueden reorganizarse en cada Ágora para evitar la creación de cualquier división nacional o regional fija.
Cada antena de la ciudad es una persona jurídica independiente según su propia ley local, que no está bajo el control directo del Comité Directeur. Sin embargo, para formar parte de la red AEGEE, las posibles antenas deben incluir los principios del estatuto de AEGEE dentro de los suyos y contar con la aprobación del Comité Directeur y de la Comisión Jurídica. Firman un contrato llamado Convenio de Adhesión que permite a AEGEE dar cuerda a una antena en caso de inactividad o falta grave.
La membresía de una antena generalmente está abierta a cualquier persona menor de 35 años que viva en el área local, previo pago de una tarifa de membresía establecida por la junta local. Muchas antenas concentran sus actividades promocionales en los estudiantes de su universidad de origen y no son muy visibles para los de afuera.
La mayoría de los eventos de AEGEE están abiertos a no miembros; sin embargo, esto tiende a promocionarse mal, excepto entre los estudiantes locales. Es bastante habitual que todos los participantes sean de la ciudad sede u otras antenas de AEGEE. Algunas actividades, en particular las Ágoras y EPM estatutarias y el proyecto de Universidad de Verano, están explícitamente restringidas a los miembros de AEGEE, que deben ser aprobados por la junta de su antena local.
AEGEE se fundó en Francia y todavía utiliza varios términos franceses, pero el principal idioma de trabajo a nivel europeo es ahora el inglés, que también se define como el idioma oficial del Ágora. La mayoría de las antenas utilizan su propio idioma local para sus actividades locales; sin embargo, los miembros de la junta local generalmente necesitan un conocimiento práctico del inglés.
Su junta directiva actual está formada por cinco personas. Los puestos reglamentarios sexto y séptimo de la junta directiva permanecerán vacantes hasta que entre en funciones la siguiente junta directiva.

### Comité Directeur
| Cargo                             | Nombre                | AEGEE-Local | Nacionalidad                |
| --------------------------------- | --------------------- | ----------- | --------------------------- |
| Presidente                        | Kirsten Broekema      | Groningen   | Bandera de los Países Bajos |
| Financial Director                | Ariane Blok           | Utrecht     | Bandera de los Países Bajos |
| Vicepresidente & Network Director | Augustin Viot         | Le Mans     | Bandera de Francia          |
| Communications Director           | Aleksandra Rachwalska | Groningen   | Bandera de Polonia          |
| Internal Education & HR Director  | Lena Sobczyńska       | Warszawa    | Bandera de Polonia          |

### Ágora (Asamblea General)
Ágora es la asamblea general de AEGEE, que se celebra dos veces al año (normalmente en primavera y otoño).

## Campos de acción
AEGEE organiza a un amplio rango de proyectos, la mayoría de los cuales están relacionados con uno de los principales campos de acción: Ciudadanía activa, Educación superior, Paz y estabilidad, e Intercambio cultural.

### Ciudadanía activa
AEGEE es una organización apartidista, trabajando cerca del gobierno, instituciones y otras Organizaciones no gubernamentales para alcanzar sus metas en Europa. AEGEE se proponer proveer de voz política para sus miembros a diferente nivel, organizando conferencias en un rango de tópicos y utilizando los resultados para ejercer presión política sobre instituciones europeas.

### Educación superior
AEGEE representa a estudiantes a quienes preocupa la buena educación a nivel europeo. Para apoyar la movilidad estudiantil, AEGEE apoya el aprendizaje de idiomas, promueve la cooperación internacional en el mundo académico y las campañas para el desarrollo de programas de educación europea.

### Paz y estabilidad
Para dar esperanza a los ideales democráticos, la tolerancia y el mutuo entendimiento entre los jóvenes adultos de las comunidades en conflicto, AEGEE contribuye a dar solución a los conflictos que hay en los Balcanes, Cáucaso, Chipre, Grecia y Turquía. AEGEE también organiza conferencias y seminarios con temática política internacional.

### Intercambio cultural
Fomentar el respeto y el aprecio entre personas de diferentes culturas es el núcleo de todo el trabajo de Aegee. AEGEE pone su punto de mira sobre integración europea, creyendo que la integración nunca puede ser un proceso de arriba abajo, pero debe estar basado en la amistad entre los europeos. Los grupos de AEGEE organizan un importante número de eventos de intercambios culturales cada año.

## Universidades de Verano (Summer Universities)
El proyecto Universidades de Verano es el proyecto más grande y de mayor duración de AEGEE, y toda la asociación invierte en él una cantidad considerable de recursos. Una Universidad de Verano es un intercambio cultural que se lleva a cabo en varias oficinas locales, para un número determinado de miembros de AEGEE (AEGEEans como se llama a los miembros dentro de la asociación) procedentes de toda Europa. Cada Universidad de Verano es organizada por los integrantes de la Antena donde se desarrolla el evento. Este tipo de eventos de verano, organizados en toda Europa, se caracterizan principalmente por un fuerte valor cultural, duran de 10 a 20 días y requieren el pago de una tarifa muy accesible, idéntica en toda Europa (de 10 a 14 euros por día, viajes excluidos). . Cada Universidad de Verano desarrolla una temática inherente a los valores de la asociación, como el medio ambiente, la integración, la historia, el deporte, la ciudadanía activa, etc.

## Relaciones con otras organizaciones
AEGEE-Europa participa en plataformas más grandes y trabaja con muchas otras instituciones y organizaciones internacionales, para aportar la perspectiva de los estudiantes a cada uno de los procesos.
AEGEE-Europa es miembro de pleno derecho del Foro Europeo de la Juventud. AEGEE ha tenido 2 representantes en su historia en la Junta Directiva del Foro Europeo de la Juventud.
AEGEE-Europa también es miembro de pleno derecho del Movimiento Europeo Internacional (EMI).
AEGEE-Europe también es miembro de pleno derecho de Lifelong Learning Platform (LLLP).
AEGEE-Europa fue miembro fundador y actualmente miembro de la junta directiva del Foro Cívico Europeo (ECF). AEGEE-Europa ha estado en la junta directiva de la ECF durante varios mandatos, siempre representada por el presidente de AEGEE-Europa.
AEGEE-Europa trabaja en estrecha colaboración dentro del Consejo de Europa. Desde 2013, AEGEE es elegida consecutivamente para formar parte del Consejo Asesor sobre Juventud del Consejo de Europa. AEGEE también participa en la Conferencia de ONGI y trabaja en estrecha colaboración con el Departamento de Juventud y la European Youth Foundation (Fundación Europea de la Juventud), fondo del Consejo de Europa.
AEGEE-Europa tiene estatus consultivo en las Naciones Unidas y trabaja en estrecha colaboración con la UNESCO, el Consejo Económico y Social de las Naciones Unidas, el Programa de las Naciones Unidas para el Medio Ambiente, el Fondo de Población de las Naciones Unidas, el Programa de las Naciones Unidas para el Desarrollo y otras agencias y organismos.
AEGEE-Europa trabaja con el Banco Mundial, la OCDE (Organización para la Cooperación y el Desarrollo Económico) y la OSCE (Organización para la Seguridad y la Cooperación en Europa).
AEGEE-Europa es miembro de IFISO (Foro Informal de Organizaciones de Estudiantes Internacionales, Informal Forum of International Student Organizations).

## Presidentes de AEGEE-Europa hasta ahora
| Nombre                            | Antena          | Mandato                               |
| --------------------------------- | --------------- | ------------------------------------- |
| Franck Biancheri                  | París           | Abril de 1985 - abril de 1988         |
| Vieri Bracco                      | Milán           | Abril de 1988 - noviembre de 1988     |
| Frédéric Pélard                   | Toulouse        | Noviembre de 1988 - noviembre de 1989 |
| Adolfo Domínguez Ruiz de Huidobro | Madrid          | Noviembre de 1989 - mayo de 1990      |
| Achim Boers                       | Delft           | Mayo de 1990 - noviembre de 1990      |
| Georg von der Gablentz            | Berlín          | Noviembre de 1990 - abril de 1992     |
| Jeroen Hoogerwerf                 | Ámsterdam       | Abril de 1992 - abril de 1993         |
| Pavel Miladinovic                 | Praga           | Abril de 1993 - noviembre de 1993     |
| Zsuzsa Kigyós                     | Budapest        | Noviembre de 1993 - abril de 1994     |
| Dorian Selz                       | Ginebra         | Abril de 1994 - noviembre de 1994     |
| Christina Thorsson                | Lund            | Noviembre de 1994 - abril de 1995     |
| Egens van Iterson Scholten        | Enschede        | Abril de 1995 - noviembre de 1995     |
| Christoph Strohm                  | Colonia         | Noviembre de 1995 - abril de 1996     |
| Jordi Capdevila                   | Barcelona       | Abril de 1996 - noviembre de 1996     |
| Gerhard Kress                     | Maguncia        | Noviembre de 1996 - abril de 1997     |
| Peter Ginser                      | Karlsruhe       | Abril de 1997 - noviembre de 1997     |
| Sergio Caredda                    | Gorizia         | Noviembre de 1997 - abril de 1998     |
| Hélène Berard                     | Aix-en-Provence | Abril de 1998 - octubre de 1998       |
| Stefan Seidel                     | Augsburg        | Octubre de 1998 - abril de 1999       |
| László Fésüs                      | Szeged          | Abril de 1999 - noviembre de 1999     |
| Faní Zarifopoúlou                 | Atenas          | Noviembre de 1999 - mayo de 2000      |
| Oana Mailatescu                   | Cluj-Napoca     | Mayo de 2000 - noviembre de 2000      |
| Karina Häuslmeier                 | Passau          | Noviembre de 2000 - noviembre de 2001 |
| Pedro Panizo                      | Valladolid      | Noviembre de 2001 – mayo de 2002      |
| Tomek Helbin                      | Varsovia        | Mayo de 2002 – noviembre de 2002      |
| Mark de Beer                      | Enschede        | Noviembre de 2002 – mayo de 2003      |
| Diana Filip                       | Cluj-Napoca     | Mayo de 2003 – octubre de 2003        |
| Adrian Pintilie                   | Bucarest        | Octubre de 2003 – abril de 2004       |
| Nicola Rega                       | Turín           | Abril de 2004 – noviembre de 2004     |
| Silvia Baita                      | Cagliari        | Noviembre de 2004 - mayo de 2005      |
| Burcu Becermen                    | Ankara          | Mayo de 2005 - noviembre de 2005      |
| Leon Bakraceski                   | Skopie          | Noviembre de 2005 - mayo de 2006      |
| Alistair De Gaetano               | La Valeta       | Mayo de 2006 - noviembre de 2006      |
| Theijs van Welij                  | Enschede        | Noviembre de 2006 - noviembre de 2007 |
| Laure Onidi                       | Toulouse        | Noviembre de 2007 - agosto de 2008    |
| Dragan Stojanovski                | Nis             | Septiembre de 2008 - agosto de 2009   |
| Agata Patecka                     | Poznan          | Septiembre de 2009 - agosto de 2010   |
| Manos Valasis                     | Peiraiás        | Septiembre de 2010 - agosto de 2011   |
| Alfredo Sellitti                  | Salerno         | Septiembre de 2011 - mayo de 2012     |
| Marko Grdosic                     | Zagreb          | Mayo de 2012 - agosto de 2012         |
| Luis Alvarado Martínez            | Las Palmas      | Septiembre de 2012 - julio de 2014    |
| Paul Smits                        | Enschede        | Agosto de 2014 - julio de 2015        |
| Aleksandra Kluczka                | Cracovia        | Agosto de 2015 - julio de 2016        |
| Réka Salamon                      | Aachen          | Agosto de 2016 - agosto de 2017       |
| Loes Rutten                       | Utrecht         | Agosto de 2017 - agosto de 2018       |
| Spiridon Papadatos                | Ioánina         | Agosto de 2018 - mayo de 2019         |
| Evrim Emiroğlu                    | Eskişehir       | Mayo de 2019 - julio de 2019          |
| Daniël Amesz                      | Leiden          | Agosto de 2019 - julio de 2020        |
| Diederik de Wit                   | Eindhoven       | agosto 2020 - agosto 2021             |
| Teddy van Amelsvoort              | Eindhoven       | agosto 2021 - julio 2022              |
| Filip Brunclík                    | Praga           | agosto 2022 - mayo 2023               |
| Augustin Viot                     | París           | mayo 2023 - julio 2023                |
| Kirsten Broekema                  | Groningen       | agosto 2023 - activo                  |